# Lasiurus minor
Lasiurus minor är en fladdermusart som beskrevs av Miller 1931. Lasiurus minor ingår i släktet Lasiurus och familjen läderlappar. IUCN kategoriserar arten globalt som sårbar. Inga underarter finns listade i Catalogue of Life.
Denna fladdermus förekommer på Hispaniola, på Puerto Rico och på södra Bahamas. Den lever i alla habitat som finns på öarna.
Individerna vilar gömda i bladverket, i trädens håligheter, i grottor eller i byggnader. De lever främst ensamma och jagar flygande insekter som nattfjärilar, flygande myror och termiter. Jakten sker oftast över öppna landskap.